# Tatra T3Mod
Tatra T3Mod – typ tramwaju, który powstał w wyniku modernizacji czechosłowackiego tramwaju Tatra T3.

## Historia
Dopravný podnik mesta Košice nie przeprowadzał w latach 90. XX wieku żadnych modernizacji taboru tramwajowego (oprócz kilku tramwajów T3M, które wycofano w tychże latach z eksploatacji). Z tego powodu sytuacja koszyckiego systemu tramwajowego zaczęła się pogarszać. W 2000 r. do kompleksowej modernizacji wybrano tramwaj T3SUCS nr 359. Krótko po zakończeniu modernizacji ujawniła się awaryjność układu hamulcowego. Występowały także problemy techniczne związane z wyposażeniem elektrycznym. Od roku 2005 tramwaj jest odstawiony.
Rok później przeprowadzono prawie taką samą modernizację bratysławskiego tramwaju T3 nr 7701, którego numer zmieniono po remoncie na 7304. Obie modernizacje wykonały zakłady ŽOS Zvolen. Bratysławski egzemplarz Tatry T3Mod nie kursuje jednak w ruchu liniowym z powodu swojej awaryjności.

## Modernizacja
W obu tramwajach zmodernizowano nadwozie, przedział pasażerski (zamontowano tapicerowane siedzenia, nowe oświetlenie itp.) i kabinę motorniczego. Pantografy nożycowe wymieniono na połówkowe, a tradycyjne kasety na numer linii zastąpiono systemem elektronicznej informacji pasażerskiej. W egzemplarzu koszyckim wymieniono drzwi harmonijkowe na odskokowe dwupłatowe. Przebudowie poddano także układ napędowy poprzez montaż nowych silników asynchronicznych produkcji EVPÚ Nová Dubnica.

## Dostawy
Modernizacja na typ T3Mod przebiegała w latach 1999–2001.
| Państwo        | Miasto         | Typ            | Lata modernizacji | Liczba |       |
| -------------- | -------------- | -------------- | ----------------- | ------ | ----- |
| Słowacja       | Bratysława     | T3Mod          | 2001              | 1      | [ 2 ] |
| Słowacja       | Koszyce        | T3Mod          | 1999–2000         | 1      | [ 3 ] |
| Łączna liczba: | Łączna liczba: | Łączna liczba: | Łączna liczba:    | 2      |       |